# 백가 (화가)
백가(白加, ?~?)는 백제 후기의 화가이다.

## 생애
백가(白加)는 불화(佛畵)를 그렸던 화가로 추정되는데, 588년(위덕왕 35)에 은솔(恩率) 수신(首信), 덕솔(德率) 개문(蓋文), 나솔(那率) 복부미신(福富味身) 등 수신사(修信使)의 일행으로 혜총 등 승려들, 태량미태(太良未太) 등 사공(寺工)들, 마나문노(麻奈文奴) 등 와박사(瓦博士)들, 노반박사(鑪盤博士)백매순(白昧淳), 서인(書人) 양고(陽古)와 함께 왜로 건너갔다.
당시 승려와 건축공 등 사찰 기술자들이 함께 일본에 파견되었던 점으로 보아 법흥사라는 사찰의 건축과 석탑 조성 및 불화 봉안 등에 관련하여 파견된 백제 최고의 장인들 중 한 사람이었던 것으로 보인다. 법흥사는 596년(위덕왕 43)에 완성되었다.

## 평가
법흥사는 일본 최초의 불교 사찰로서 그 건축과 석탑 조성 및 불화 봉안 등 일련의 과정에서 왜에 새로운 문화를 심어주었고, 씨사(氏寺)를 건립하는 유행을 불러왔다. 특히 백가는 일본 불화 내지 회화에 큰 영향을 주고 많은 업적을 남긴 것으로 알려져 있다.